# Victor Gram
Victor Bernhard Gram (* 30. Januar 1910 in Ellinge Kohave, Højby, Nykøbing Sjælland; † 12. Februar 1969 in Kopenhagen) war ein dänischer Politiker der Socialdemokraterne, der unter anderem zwischen 1943 und seinem Tode 1969 Mitglied der Folketing, des dänischen Parlaments, war. Er gestaltete als Mitglied von 1953 bis 1960 sowie als Vorsitzender zwischen 1960 und 1962 des Grönlandausschusses die G50-Politik, die 1950 für Grönland beschlossene politische Strategie, entscheidend mit. Er bekleidete außerdem von 1962 bis 1968 das Amt als Verteidigungsminister.

## Leben
Victor Bernhard Gram, Sohn des Graveurs Carl Christian Gram, war nach dem Besuch der Dorfschule von 1924 bis 1929 als Hilfsarbeiter und Fabrikarbeiter sowie im Anschluss zwischen 1930 und 1937 als Silberschmied. Sein politisches Engagement begann er in der Dänischen Sozialdemokratischen Jugend DSU (Danmarks Socialdemokratiske Ungdom), der Jugendorganisation der Socialdemokraterne, und war von 1930 bis 1936 Vorsitzender der DSU in Fredericia sowie zwischen 1934 und 1937 Vorsitzender des DSU-Bezirksverbandes Südostjütland. Zugleich wurde er 1934 Mitglied des Hauptvorstandes der DSU und war zudem von 1935 bis 1946 außerdem Mitglied des Hauptvorstandes der Socialdemokraterne. Nachdem er zwischen 1937 und 1942 als Bundessekretär der DSU fungierte, wurde er im Anschluss 1942 als Nachfolger von Poul Hansen Vorsitzender der DSU und bekleidete diese Funktion bis 1946, woraufhin Per Hækkerup ihn ablöste. Während der deutschen Besatzung engagierte er sich bis zum 5. Mai 1945 in der Widerstandsbewegung als Mitglied der Sozialdemokratischen Widerstandsgruppen SMG (Socialdemokratiets Modstands-Grupper) und war Mitbegründer der Zeitschrift „Frihed“ sowie Anführer der bewaffneten Gruppe, die die Parteizeitung „Social-Demokraten“ und die Parteizentrale bewachte.
Am 3. April 1943 wurde Gram für die Sozialdemokraten erstmals Mitglied der Folketing, des dänischen Parlaments, und vertrat in dieser bis zu seinem Tode am 12. Februar 1969 den Wahlkreis „Vejle Amtskreds“. Während seiner Parlamentszugehörigkeit war er 1945 und 1948 Mitglied der Parlamentskommissionen sowie zwischenzeitlich 1946 Mitglied der Verfassungskommission und der Verteidigungskommission. Nachdem er 1948 Mitglied der Grönlandkommission war, gehörte er zwischen 1950 und 1962 dem Grönlandausschusses (Grønlandsudvalg) als Mitglied an und war von 1960 bis 1962 Vorsitzender dieses Ausschusses. In diesen Funktionen gestaltete er die G50-Politik, die 1950 für Grönland beschlossene politische Strategie, entscheidend mit. Er war ferner von 1951 bis 1962 als Leiter des Informations- und Wohlfahrtsdienstes der Streitkräfte (Det Danske Forsvar) und zugleich zwischen 1952 und 1954 Herausgeber der Zeitschrift „Folk og Forsvar“. Er war des Weiteren von 1953 und 1960 Mitglied des Nordischen Rates sowie zwischen 1955 Mitglied des Wehrpflichtausschusses und 1955 Mitglied des Komitees zum Verteidigungssystem. Darüber hinaus gehörte er von 1960 bis 1962 dem Folketingausschuss für Auswärtige Angelegenheiten (Det Udenrigspolitiske Nævn).
Im Zuge einer Kabinettsumbildung wurde Victor Gram am 15. November 1962 in die Regierung Krag I berufen und über als Nachfolger von Poul Hansen den Posten als Verteidigungsminister (Forsvarsminister) und bekleidete dieses Ministeramt vom 26. September 1964 bis zum 2. Februar 1968 auch in der Regierung Krag II. Nach seinem Ausscheiden aus der Regierung war er zwischen 1968 und 1969 noch einmal Mitglied des Folketingausschusses für Auswärtige Angelegenheiten.